# Hakim Bah
Pour les articles homonymes, voir Bah (patronyme).
Hakim Bah, né le 1er septembre 1987 à Mamou, est un poète, dramaturge et nouvelliste guinéen,.
En 2016, il reçoit le prix Théâtre RFI pour Convulsions.

## Biographie
Hakim Bah naît à Mamou en Guinée. Il est titulaire d'un Master option mise en scène et dramaturgie à l’Université Paris-Ouest Nanterre. Ses textes sont lus, créés et joués dans différents lieux en Afrique et en Europe. Son travail reçoit de nombreux prix (Prix RFI Théâtre, Prix des Journées Lyon des Auteurs de Théâtre, Prix d’écriture Théâtrale de la ville de Guerande, Prix des Inédits d'Afrique et d'Outremer, Prix du public au festival Text'Avril, prix Lucernaire…) et bourses (Institut Français, Beaumarchais, CNL, ARTCENA, région IDF, DGCA, Occitanie Livre et Lecture...). Ses pièces sont montées par Frédéric Fisbach, Jacques Allaire, Cédric Brossard, Pierre Vincent, Guy Theunissen, Souleymane Bah, Aristide Tarnagda, Imad Assaf, Rouguiatou Camara... Ses textes sont publiés chez Lansman Éditeur, Théâtre Ouvert, Passages et Quartett. Il a mis en scène la pièce Outrages Ordinaires de Julie Gilbert et sa pièce La nuit porte caleçon. Il codirige la compagnie Paupières Mobiles avec Diane Chavelet et assure la direction artistique du festival Univers des Mots,.

## Œuvres

### Théâtre[7]
- 2013 : Sur la pelouse, éditions Lansman
- 2013 : Cadavre dans l’œil, éditions Lansman
- 2013 : Les Cailloux de la mort
- 2013 : Le Cadavre dans l’œil, éditions Lansman
- 2015 : À bout de sueurs (initialement nommé Mirage), éditions Lansman
- 2015 : Au moins nous ne serons pas seuls en enfer
- 2015 : La Nuit porte caleçon (trilogie Face à la mort)
- 2015 : Ticha-Ticha, éditions Lansman (trilogie Face à la mort)
- 2016 : Convulsions, éditions Théâtre Ouvert/Tapuscrit, bourse Beaumarchais 2015, prix RFI Théâtre 2016 (trilogie Face à la mort)
- 2016 : Gentil petit chien
- 2018 : Fais que les étoiles me considèrent davantage, éditions Passage.
- 2016 : Mais qui vient pisser sur le palier
- 2021: Chasser les fantômes, éditions Quartett
- 2023 : La gronde, éditions Quartett

### Nouvelles
- 2015 : Tachetures, éditions Ganndal

### Poésies
- 2009 : L’Envers en vers (recueil), éditions Édilivre
- 2010 : Pétaudière
- 2014 : Aube des sapins, Bacchanales (Revue de la Maison de la poésie Rhône-Alpes), no 51